# Roger Reynold Talbot
Roger Reynold Talbot, conosciuto come Roger R. Talbot (Dublino, 1952), è uno scrittore irlandese naturalizzato italiano.
Roger R. Talbot è irlandese di nascita, ma da oltre quarant'anni risiede in Italia. È un appassionato studioso di teologia, storia e letteratura. Nel 2008 pubblica il suo primo libro I numeri della sabbia, presso la Sperling & Kupfer.
Il libro viene pubblicato in lingua tedesca il 23 luglio 2009, con il titolo Die letzte Prophezeiung.
Il 24 giugno 2009 l'autore annuncia sul suo blog, su MySpace, di aver iniziato a scrivere il suo secondo libro. Attualmente vive tra Roma, Toscana e Irlanda.

## Opere
- I numeri della sabbia nel 2008
- Il cenacolo delle sorelle nel 2010